# Sophia Young-Malcolm
Sophia Young-Malcolm, née le 15 décembre 1983 à Saint-Vincent-et-les-Grenadines dans les Caraïbes, est une joueuse de basket-ball.

## Carrière sportive
Elle fait ses débuts en basket-ball en High school à Shreveport en Louisiane. Elle rejoint ensuite le système universitaire américain pour évoluer avec les Bears de Baylor de l'université Baylor. Elle contribue à l'obtention du premier titre NCAA de l'université en 2005 face à  Michigan State. Sa carrière universitaire est remplie de succès: à sa sortie, elle est l'une des quatre seules joueuses de l'histoire de la NCAA à avoir réussi 2 000 points, capté 1 000 rebonds, délivré 300 passes et réalisé 300 interceptions.
Elle remporte également des titres individuels: elle termine MOP du Final Four 2005 et est élue Player of the Year de la Big 12 dont elle fait partie du cinq des dix dernières années.
Elle rejoint la franchise de WNBA des Silver Stars de San Antonio qui la choisit en quatrième position lors de la draft WNBA 2006. Lors de sa saison de rookie, elle est choisie pour évoluer avec l'équipe de la Conférence Ouest lors du WNBA All-Star Game. Elle est l'une des quatre joueuses figurant parmi les six premiers choix de la draft 2006 à être sélectionnée pour ce WNBA All-Star Game. Lors de cette première saison, elle est la meilleure marqueuse (12,0 points), rebondeuse (7,6 rebonds) de sa franchise, dont elle est également la joueuse à passer le plus de temps sur le parquet. Parmi ses performances, elle réalise sept double-double. Toutes ces performances sont à l'origine de sa nomination dans le premier cinq rookie de la saison.
La saison suivante, elle participe à son second WNBA All-Star Game. Durant sa saison, elle réalise dix matchs à dix points ou plus, dont dix à plus de vingt points. Sa franchise participe aux playoffs. Durant ceux-ci, ses statistiques sont de 20,2 points et 9,0 rebonds, avec en particulier 24 points et 18 rebonds lors de la première rencontre de la finale de Conférence Ouest face au Mercury de Phoenix, qui remporte finalement la série deux victoires à zéro puis le titre. Sophia Young est élue dans le deuxième meilleur cinq de la saison WNBA 2007.
Elle franchit un nouveau pas lors de la saison WNBA 2008 (24 victoires - 10 défaites) en terminant dans le meilleur cinq de la WNBA et dans le meilleur cinq défensif. Ses statistiques sont de 17,5 points, 5,6 rebonds, 2,3 passes et 1,6 balles volées par rencontre. Sa franchise dispute de nouveau les play-offs. Après avoir triomphé des Monarchs de Sacramento, puis des Sparks de Los Angeles en finale de Conférence sur le score de deux victoires à une, 76 à 72 lors de la manche décisive. Lors du premier match de la finale face aux Shock de Détroit, elle réussit 21 points, 9 rebonds et 4 passes pour une défaite sur le score de 77 à 69. Detroit remporte finalement la série trois victoires à zéro, 77 à 69, 69 à 61 et 76 à 60.
En 2009, bien qu'elle ne soit que dans le deuxième meilleur cinq de la ligue (honneur renouvelé en 2012), ses statistiques sont encore plus fortes avec 18,2 points, 6,5 rebonds, 1,6 passe décisive et 1,33 interception en 33,7 minutes. 
En 2012, elle rejoint la Ligue chinoise au Beijing Great Wall. Elle conduit son équipe à la sixième place (13 victoires - 9 défaites en saison régulière) du championnat (18,9 points (10e de la ligue) et 10,2 rebonds (7e) en 26 matches) puis en demi-finale où se blesse au genou, ne permettant pas à son équipe d'aller aux finales.
Elle annonce fin août prendre sa retraite sportive au terme de la saison WNBA 2015, assurée d'être au moment de sa retraite leader des Stars (pour lesquels elle a jiué toute sa carrière) au nombre de matches disputés, de points, de rebonds, d'interceptions, de minutes jouées, de tirs et de lancers francs réussis. Le 30 juin, elle est devenue la 24e joueuse à passer contre le Mercury la barre des 4 000 points inscrits en WNBA. En inscrivant huit points lors de son dernier match de saison régulière lors d'une année sans play-offs, elle cumule 4 319 points en carrière.

## Club
- 2006-2007 :  Gambrinus Sika Brno
- 2007-2010 :  Galatasaray
- 2010-2011 :  Taranto Cras Basket
- 2012-2013 :  Beijing Great Wall

## Palmarès

### Club
compétitions internationales 
- Vainqueur de la EuroCup  2009[8]

 compétitions nationales 
- Championne NCAA 2005

## Distinctions personnelles
- Élue dans le cinq de l'équipe du dixième anniversaire de la Big 12
- Big 12 Player of the Year
- Nommée Kodak All-American deux saisons consécutives
- Nommée dans le premier cinq Associated Press
- USBWA All-American (second straight year)
- Élue trois années consécutivement dans l'équipe du tournoi de la Big 12
- Seconde du Wooden Award
- Seconde du Wade Trophy
- Élue trois années consécutivement dans le premier cinq de la Big 12
- Élue dans le premier cinq défensif de la Big 12
- Élue trois fois joueuse de la semaine de la Big 12
- WNBA All-Rookie Team 2006 [9]
- Participation au WNBA All-Star Game 2006, 2007, 2009
- Sélection WNBA pour de la rencontre The Stars at the Sun en 2010[10]
- Meilleur cinq défensif de la WNBA 2008
- Second cinq défensif de la WNBA 2012
- Meilleur cinq de la WNBA (2008)
- Second meilleur cinq de la WNBA (2007, 2009, 2012[5])